# Familienkiste

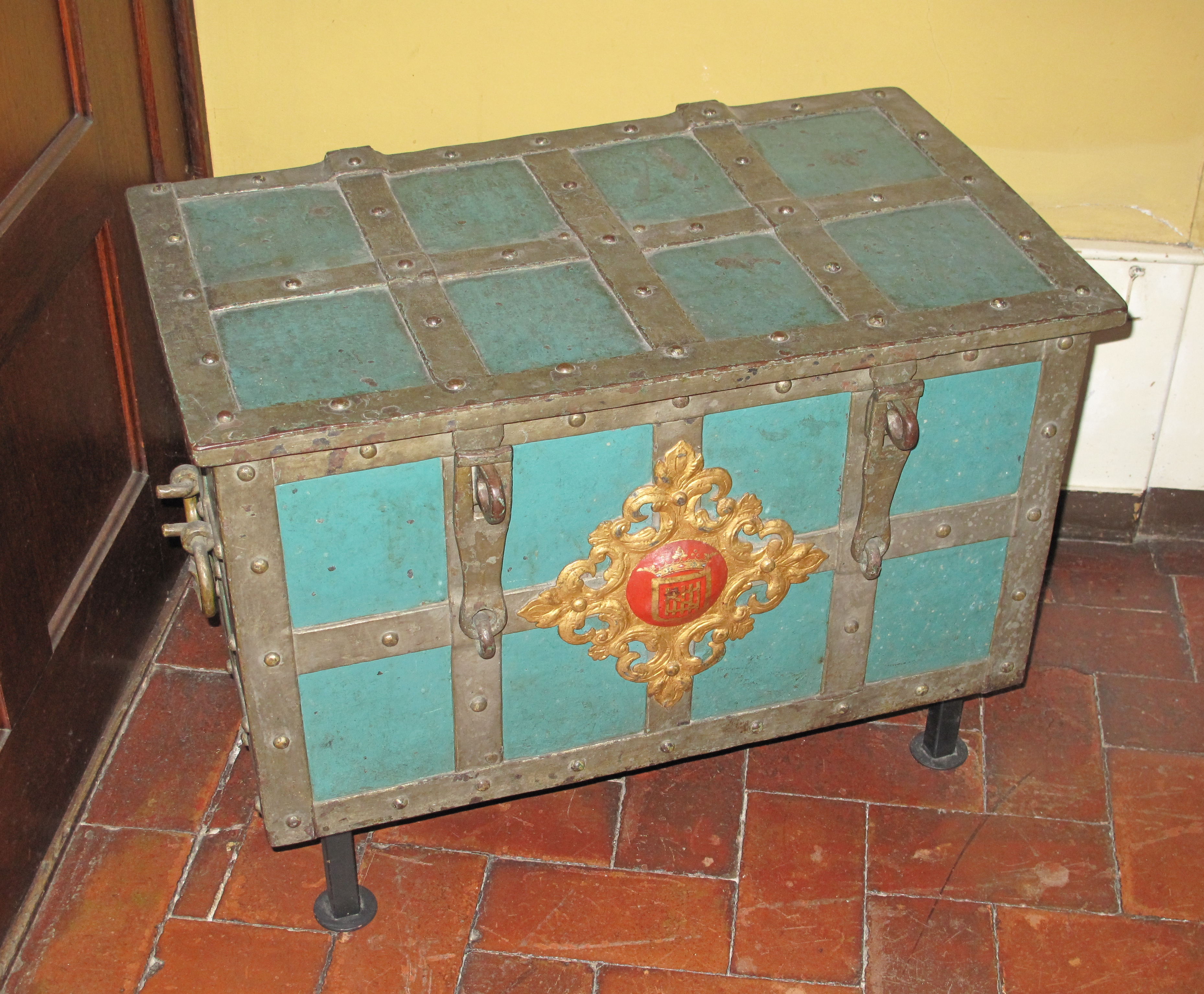
Kiste der Familie von Stürler (2012)

Familienkiste bezeichnet in der Schweiz, insbesondere in Bern, eine altrechtliche Familienstiftung.
In einer Kiste oder Truhe wurden in Alteuropa Urkunden, Wertschriften und Vermögen aufbewahrt. Der Berner Chronist Konrad Justinger berichtet etwa von briefe, so in der stat kisten ligent, und meint damit das städtische Archiv, welches ursprünglich aus einer Truhe oder Kiste bestand. Wie eine Stadt, Korporation, Zunft oder Bruderschaft konnte auch eine Familie eine Kiste haben. Besonders ab dem 17. Jahrhundert wurden in Bern (und bernischen Städten) von den patrizischen Geschlechtern Familienkisten zur Unterstützung bedürftiger Familienangehöriger geäufnet.
Folgende Familien im Raum der alten Stadt und Republik Bern besassen (oder besitzen) eine oder mehrere Familienkisten: von Büren, von Effinger, von Erlach, von Fischer, Haller, Doxat, Fellenberg, von Gingins, von Graffenried, de la Harpe, von Lerber, Lombach, May, Manuel, von Mülinen, von Mutach, Rothpletz, von Tavel, Stettler, von Stürler und von Wattenwyl.